# Phare de Miķeļtornis
Le phare de Miķeļtornis (en letton : Miķeļbāka ou Miķeļtornis bāka) est un phare actif qui est situé à Miķeļtornis, dans la novads de Ventspils de la région de Kurzeme en Lettonie. Il est géré par les autorités portuaires de Ventspils.

## Histoire
Le premier phare a été mis en service en 1885. C'était une tour cylindrique de 55 mètres de hauteur qui, à l'époque, fut le plus haut phare de Lettonie. Quand sa lumière est devenue électrique, elle fut alimentée par une centrale électrique localisée dans un bâtiment voisin. Au début du 20e siècle, des fissures ont commencé à apparaître sur la tour.

### Première Guerre mondiale
En 1915, l'optique et le générateur ont été transportés en Russie. Pendant l'occupation de la Lettonie par l'Allemagne, la source lumineuse fut alimentée à l'acétylène. Le phare a été bombardé par l'artillerie. Il a été sommairement réparé mais il a dû être démoli en 1932.

### Indépendance lettone (1918-1940)
En 1932, une tour temporaire en bois, presque aussi haute que l'original, a été construite. La tour a été achevée en septembre 1934. Un dispositif optique allemand, une lentille fixe de 1,76 mètre de hauteur, a été installé dans la nouvelle tour en bois. La source de lumière était un dispositif à acétylène fabriqué en Suède. Selon la distance focale, la lumière était soit verte ou blanche .

### Époque soviétique
En 1941 , pendant sa retraite, l'Armée rouge a fait sauter le phare en bois pour qu'il se soit pas repris par l'armée allemande. En 1946, une tour temporaire de 30 mètres  de haut a été construite.

## Description
Le phare de Miķeļbāka actuel a été construit en 1957. 293 marches mènent au sommet du phare, offrant une vue sur la côte de la mer Baltique. C'est le phare le plus haut des Pays baltes.
Le phare est une tour cylindrique blanche en béton de 56 mètres de haut, avec double galerie et lanterne. Son feu isophase émet à une hauteur focale de 59 mètres, deux éclats blancs toutes les 6 secondes. Sa portée nominale est de 19 milles nautiques (environ 35 km).
Identifiant : ARLHS : LAT-010 - Amirauté : C-3476 - NGA : 12196 - Numéro Lettonie : UZ-470 .
|                |
| Détroit d'Irbe |

|          |
| Le phare |

### Lien connexe
- Liste des phares de Lettonie